# Billy Liddell
William Beveridge „Billy“ Liddell (* 10. Januar 1922 in Townhill; † 3. Juli 2001 in Liverpool) war ein schottischer Fußballspieler. Der Flügelspieler war in den 1940er- und 1950er-Jahren sowohl langjährig für den FC Liverpool als auch für die schottische Nationalmannschaft aktiv und gewann 1947 mit dem FC Liverpool seine einzige englische Meisterschaft.

## Sportliche Laufbahn

### Vereinskarriere
Der in dem kleinen Dorf Townhill – in der Nähe der schottischen Stadt Dunfermline – als Sohn eines Bergarbeiters geborene Billy Liddell spielte für Lochgelly Violet, bevor er 15-jährig von Matt Busby, der damals Spieler beim FC Liverpool war, entdeckt wurde. Busby empfahl einen Transfer zu Hamilton Academical, aber als der dortige Trainer Willie McAndrew Liddell nicht gleichzeitig eine Teilzeitarbeit anbieten konnte, auf die dessen Vater hartnäckig bestand, wechselte er stattdessen zum FC Liverpool. Dort sollte er schließlich seine gesamte Profikarriere als Spieler absolvieren, wobei er anfänglich nur an zwei Tagen in der Woche trainierte, da er – dem Wunsch seines Vaters entsprechend – gleichzeitig noch einer geregelten Arbeit nachging.
Während des Zweiten Weltkriegs diente Liddell als Bomberpilot und Pathfinder in der britischen Royal Air Force. Zu dieser Zeit agierte er als „Gastspieler“ für den FC Chelsea, den FC Linfield, Cambridge Town, Toronto Scottish und Dunfermline Athletic. Daneben stand er in einer schottischen Auswahl, die die englische Nationalmannschaft in einem sogenannten „Wartime international“ mit 5:4 im Hampden Park besiegte.
Nach Kriegsende kehrte er nach Liverpool zurück und gab für den Verein am 5. Januar 1946 im Hinspiel der dritten Runde des FA Cups bei Chester City seinen Einstand. Beim 2:0-Sieg – ein weiterer Debütant war der spätere Meistertrainer Bob Paisley – schoss Liddell zudem sein erstes Tor. In der ersten Nachkriegsmeisterschaftsrunde 1946/47 wurde er zu einem zentralen Spieler in der Offensive der Mannschaft, absolvierte 34 von 42 Spielen, traf dabei siebenfach ins gegnerische Tor und half damit seinem Klub zur ersten englischen Meisterschaft seit 1923.
In der Regel agierte der mit einer überdurchschnittlichen Schnelligkeit ausgestattete Liddell als linker Flügelspieler, konnte jedoch ebenso die Position auf der gegenüberliegenden Seite oder des Mittelstürmers – sowohl in „vorderster Front“ als auch etwas zurückhängend – ausfüllen. Angeführt von Liddell zog der FC Liverpool in der Saison 1949/50 ins Endspiel des FA Cups ein und verlor dort beim ersten Auftritt im Wembley-Stadion gegen den FC Arsenal mit 0:2. Liddell hatte in allen sieben Pokalspielen in der Formation gestanden und zwei Tore erzielt.
Zu Beginn der 1950er-Jahre fand sich der FC Liverpool jedoch immer häufiger im Abstiegskampf wieder und nicht zuletzt die Leistungen von Billy Liddell sorgten dafür, dass der Klassenerhalt vorerst noch sichergestellt werden konnte (während dieser Zeit bekam der Verein aufgrund des Ausnahmespielers in seinen Reihen den Spitznamen „Liddellpool“). In der Spielzeit 1953/54 musste der FC Liverpool dann aber doch als Tabellenletzter den Gang in die zweitklassige Second Division antreten. Liddell kam fortan im zentralen Mittelfeld zum Einsatz und erhielt zudem das Amt des Mannschaftskapitäns. Der Wiederaufstieg war ihm jedoch bis zum Ende seiner aktiven Laufbahn im Alter von 39 Jahren bis 1961 nicht vergönnt und so schloss er seine Karriere als Zweitligaspieler ab. In insgesamt 537 Pflichtspielen schoss Liddell 229 Tore, wobei die Quote von einem Treffer in jeweils 2⅓ Spielen für einen Fußballer, der hauptsächlich im Mittelfeld gespielt hat, vergleichsweise hoch war.

### Nationalmannschaftslaufbahn
Am 10. Mai 1947 besiegte Liddell mit einer britischen Auswahl an der Seite von Stanley Matthews ein resteuropäisches Ensemble im Hampden Park mit 6:1. Etwas über acht Jahre später folgte eine zweite Partie anlässlich 75. Geburtstag des englischen Fußballverbands, die nun die Kontinentaleuropäer ihrerseits mit 4:1 im Windsor Park in Belfast gewannen.
Neben diesen beiden besonderen Spielen bestritt Liddell zwischen dem 19. Oktober 1946 (1:3 gegen Wales) und dem 8. Oktober 1955 (1:2 gegen Nordirland) 28 offizielle Länderspiele für die schottische Nationalmannschaft. Dabei gelangen ihm sechs Tore.

## Nach dem Fußball
Nachdem Liddell im Jahre 1958 die Qualifikation zu einem Friedensrichters erlangt hatte, arbeitete er nach dem Ende seiner aktiven Fußballerlaufbahn als Schatzmeister für die Universität Liverpool.
Im Jahre 2001 starb Liddell an der Alzheimer-Krankheit. Am 4. November 2004 ehrte der FC Liverpool seinen ehemaligen Spieler mit einer Gedenktafel in Anfield. Viele Anhänger des FC Liverpool betrachten Liddell noch bis zum heutigen Tage als den besten Spieler des Vereins aller Zeiten. Zum Ausdruck kam diese Wertschätzung bei der Umfrage „100 Players Who Shook The Kop“ vom 29. September 2006. Dort belegte Liddell in der Liste der einflussreichsten Liverpool-Spieler den sechsten Platz.

## Erfolge
- Englischer Meister: 1947